# Campo di concentramento di Arbe

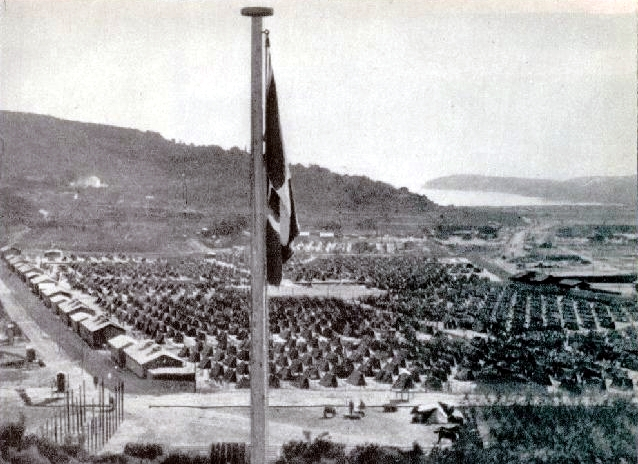
Vista del campo di concentramento di Arbe.

Il campo di concentramento di Arbe fu creato dal comando della Seconda Armata italiana nel luglio del 1942 ad Arbe, nel Carnaro, ed ospitò complessivamente tra i 10.000 e 15.000 internati tra sloveni, croati ed ebrei diventando il più esteso e popolato campo di concentramento italiano per slavi raggiungendo i 21.000 internati nel dicembre 1942. Il campo si caratterizzò per la durezza del trattamento riservato agli internati di etnia slava, dei quali un gran numero perì di stenti e malattie. Per converso, oltre 3.500 ebrei fuggiti dagli ustascia croati e ivi internati dal Regio Esercito italiano evitarono grazie a questo la deportazione.

## Storia

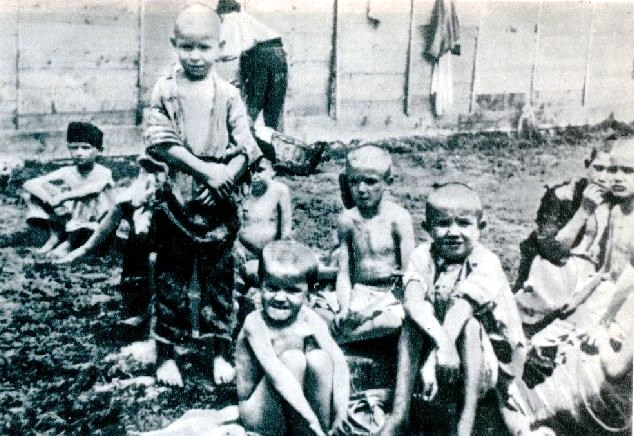
Bambini internati ad Arbe

Secondo lo storico Tone Ferenc la necessità di allestire un grande campo di concentramento sull'isola di Arbe si era già fatta sentire nel maggio 1942 a seguito della saturazione dei campi di Laurana, Buccari e Porto Re.
Nell'estate 1942, per far fronte alla necessità di provvedere all'internamento dei numerosi rastrellati nel corso delle operazioni estive in Slovenia, le autorità militari italiane della Seconda Armata costruirono in gran fretta ad Arbe (più esattamente nella località di Campora), un campo di concentramento per i civili slavi delle zone occupate della Slovenia in cui furono internati anche alcuni civili della vicina Venezia Giulia.
Inizialmente era prevista la costruzione di quattro settori distinti, ma all'arrivo dei primi internati erano pronte solamente le baracche di servizio ed erano disponibili soltanto un migliaio di tende militari da sei posti. Il primo gruppo di internati giunse ad Arbe il 28 giugno 1942 ed era composto da 198 sloveni provenienti da Lubiana mentre un secondo gruppo di 243 arrivò il 31 agosto. Complessivamente furono portati ad Arbe 27 gruppi di internati di cui il più cospicuo fu di 1194 persone giunte il 6 agosto. Dei quattro campi inizialmente immaginati ne furono realizzati solo tre. Nel 1° e nel 3° furono inseriti i "repressivi" (soprattutto sloveni), mentre nel 2° furono inseriti i "protettivi" (soprattutto ebrei).
Con l'arrivo della stagione autunnale la situazione nei campi divenne più difficile, soprattutto in quelli in cui erano reclusi i "repressivi" dove le piogge provocarono più volte il riversamento del liquame delle latrine del campo e la notte del 29 ottobre 1942 una violenta tempesta distrusse quattrocento tende e provocò l'annegamento di alcuni bambini. 
Si iniziarono quindi a costruire le prime baracche di legno ma per la lentezza dei lavori molti internati trascorsero comunque l'inverno al freddo dentro le tende. Nel novembre 1942 il numero di internati diminuì come riporta Capogreco per la partenza di parte degli internati per altri campi di concentramento, soprattutto di donne e bambini destinati al campo di Gonars.

### L'internamento repressivo degli slavi

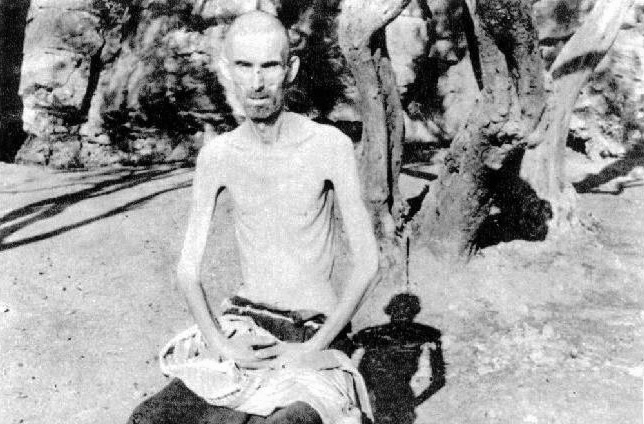
Internato nel campo di Arbe.

Complessivamente ad Arbe furono internati circa 10.000 civili, tra cui vecchi, donne e bambini di famiglie sospettate di collaborare con il movimento partigiano ma anche residenti in aree sgombrate per esigenze belliche. La cifra non comprende coloro che sono passati in transito verso altri campi, nei territori occupati o nel Regno d'Italia.
| 27 luglio-31 luglio 1942                                                                  | 1.061 | 111   | 53    | 1.225  |
| 1º agosto-15 agosto 1942                                                                  | 3.992 | 0     | 1.029 | 5.021  |
| 16 agosto-31 agosto 1942                                                                  | 5.333 | 1.076 | 1.209 | 7.618  |
| 1º settembre-15 settembre 1942                                                            | 6.787 | 1.563 | 1.296 | 9.646  |
| 16 settembre-30 settembre 1942                                                            | 7.327 | 1.804 | 1.392 | 10.523 |
| 1º ottobre-15 ottobre 1942                                                                | 7.387 | 1.854 | 1.392 | 10.633 |
| 16 ottobre-31 ottobre 1942                                                                | 7.206 | 1.991 | 1.422 | 10.619 |
| 1º novembre-15 novembre 1942                                                              | 7.207 | 2.062 | 1.463 | 10.732 |
| 16 novembre-27 novembre 1942                                                              | 6.647 | 1.560 | 926   | 9.133  |
| Fonte: Davide Rodogno, Il nuovo ordine mediterraneo, ed. Bollati Boringhieri, Torino 2003 |       |       |       |        |

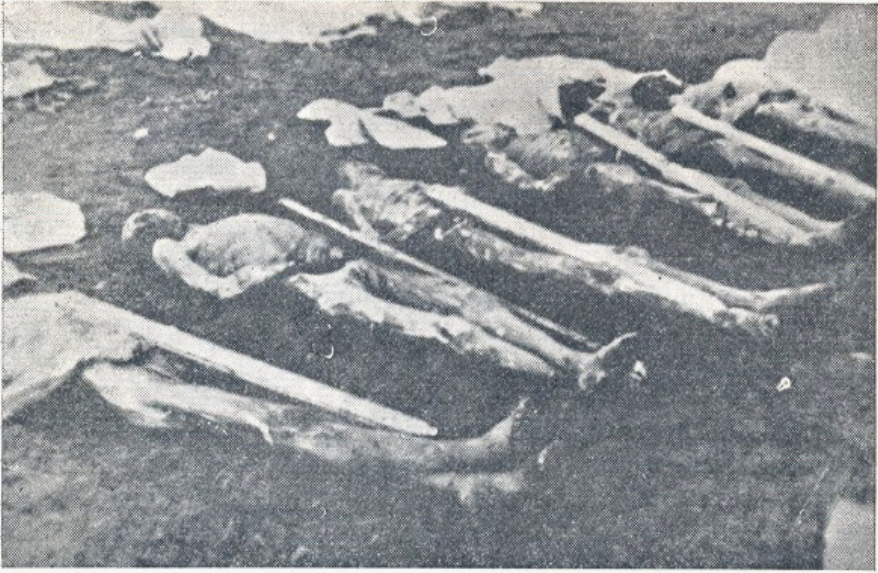
Internati morti nel campo di concentramento di Arbe. Fonte: Rabski zbornik, 1953.

A causa della precarietà in cui versava il campo ancora dall'estate del 1942, l'inverno fu molto duro per gli internati che avevano come unico riparo delle tende e spesso erano privi di vestiario adeguato. A questo si aggiunsero episodi di brutalità da parte del comandante del campo, il colonnello dei carabinieri Vincenzo Cuiuli, il quale, nonostante ciò violasse le norme italiane, faceva incatenare a dei pali gli internati in punizione. L'alimentazione insufficiente rese gli internati particolarmente deperiti e soggetti a diverse malattie, tra cui le infezioni intestinali che provocarono un tasso di mortalità molto alto. Secondo alcuni ricercatori ciò rispondeva ad una precisa politica volta a mantenere sotto controllo gli internati.
Nel novembre del 1942 il vescovo di Lubiana Gregorij Rožman si era già recato presso papa Pio XII per chiedergli di intervenire per evitare che il campo di Arbe diventasse un "campo di morte". La Croce Rossa jugoslava il 10 dicembre 1942 denunciò la scarsezza alimentare dei campi gestiti dagli italiani in Jugoslavia con particolar riferimento a quello di Arbe. Pertanto il Vaticano intervenne presso le autorità italiane affinché si provvedesse alla liberazione della maggior parte delle donne e dei bambini. Il generale Mario Roatta inviò al campo il generale Giuseppe Gianni che relazionò evidenziando l'alto tasso di mortalità, ma attribuendolo alle precarie condizioni fisiche degli internati in gran parte anziani. Ciononostante tutti i bambini e quasi tutte le donne furono evacuati verso altri campi in Italia. Il generale Umberto Giglio ancora il 19 gennaio 1943 scrisse un resoconto sulla situazione interna del campo in cui segnalò la necessità di migliorare le condizioni fisiche degli internati pur attribuendo la causa del grave deperimento fisico alle "privazioni precedenti all'arresto sia al trauma psichico dell'arresto stesso ed alle aggressioni da parte dei ribelli subite durante il viaggio di trasferimento".
A partire da gennaio 1943 le condizioni migliorarono sensibilmente con la costruzione di baracche in muratura e il miglioramento delle razioni alimentari.
Il vescovo della diocesi di Veglia, Josip Srebrnič, il 5 agosto 1943 riferì a papa Pio XII che "secondo i testimoni, che avevano partecipato alle sepolture, il numero dei morti avrebbe superato le 3500 unità" (tra cui circa 100 bambini di età inferiore ai 10 anni). Le fonti slovene stimano che al suo interno avrebbero perso la vita circa 1400 internati slavi tra cui anche donne e bambini. Gli storici sloveni e croati, quali Tone Ferenc, Ivan Kovačić e Božidar Jezernik, indicano in un numero compreso tra i 1447 e i 1167 i decessi avvenuti al campo e secondo James Walston e Carlo Spartaco Capogreco, il tasso di mortalità annuo nel campo di concentramento di Arbe superava il tasso di mortalità medio nel Campo di concentramento di Buchenwald (che era il 15%).

### L'internamento protettivo degli ebrei

Il settore del campo destinato agli internati "protetti"

Nell'area occupata dall'Italia si trovavano alcune centinaia di ebrei concentrati soprattutto nella città di Mostar e lungo la costa cui si aggiunsero migliaia di profughi in fuga dallo Stato Indipendente di Croazia per sfuggire ai massacri commessi dagli ustascia e dai territori occupati dai tedeschi.
Tranne una parte respinta alla frontiera di Fiume gli ebrei furono accolti nella Dalmazia annessa dall'Italia e la protezione fu estesa anche a quelli che si trovavano nelle zone occupate dalle truppe italiane in Croazia i quali pur sottoposti a vigilanza continuarono a vivere liberamente. Alla fine del 1942 la situazione si rese più complicata quando alle richieste croate di ottenere gli ebrei presenti nei territori occupati italiani si aggiunsero anche le pressioni tedesche.

Baracca adibita al lavoro dei calzolai

La tragedia che avrebbe colpito gli ebrei in caso di consegna inizialmente solo ipotizzata fece sì che il Regio Esercito escogitasse pretesti e oppose una serie di rinvii per non procedere ad alcuna consegna degli ebrei internati anche ad Arbe, poi dal novembre 1942 la situazione fu più chiara e non consegnare gli internati divenne prioritario. Si ipotizzò in un primo tempo di internare gli ebrei in locande e alberghi dismessi nella città di Grado, poi si preferì la soluzione del campo di Arbe dove fu allestita appositamente un'area in cui furono fatti confluire complessivamente gli oltre 3.500 nuovi internati. Qui vissero in una condizione sicuramente migliore degli internati slavi potendo ricevere visite esterne e svolgere attività ricreativa.
Le autorità militari e civili che operavano in Jugoslavia nel frattempo avevano esercitato pressioni su Mussolini che revocò le precedenti disposizioni e dispose che tutti gli ebrei sarebbero invece rimasti internati in territorio sotto giurisdizione italiana e per ovviare alle richieste del governo croato di ottenere la consegna degli ebrei con passaporto croato di avviare per costoro le pratiche per rinunciare alla cittadinanza.
Insieme ai numerosi ebrei furono internati ad Arbe a scopo "protettivo" anche molti serbi sfuggiti alle persecuzioni croate.
Ancora nell'agosto 1943 le autorità italiane si preoccuparono dell'incolumità degli internati ebrei immaginando, in caso di ritirata delle truppe italiane, di mantenere un presidio armato affinché gli internati protettivi non cadessero "in mani straniere".
Secondo Michele Sarfatti, Coordinatore delle attività della fondazione Centro di documentazione ebraica contemporanea di Milano, 200 ebrei circa furono trasferiti da Arbe a Trieste e avviati alla deportazione da parte dei tedeschi. "Senza considerare i circa 200 ebrei trasferiti dall’isola di Arbe a Trieste e lì «unificati» a quelli rastrellati nella penisola, durante l’intero periodo vennero deportati dall’Italia 7400-7600 ebrei".(LA PERSECUZIONE DEGLI EBREI IN ITALIA DALLE LEGGI RAZZIALI ALLA DEPORTAZIONE).

### La chiusura del campo
Dopo l'armistizio dell'8 settembre 1943 il campo fu temporaneamente occupato dalle forze partigiane di Tito. Gli internati ebrei - liberati - raggiunsero in massima parte la terraferma. Di costoro circa 240 giovani atti alle armi furono radunati in un battaglione ebraico che combatté nell'EPLJ contro l'Asse; 200 persone rimasero sull'isola e furono catturate dai tedeschi durante la successiva occupazione nazista; infine, circa 200 persone raggiunsero via mare l'Italia. Il comandante del campo, colonnello Vincenzo Cujuli dopo l'armistizio dell'8 settembre 1943 rimase di presidio al campo in base all'ordine giuntogli dal comando della seconda armata di collaborare con i partigiani jugoslavi. Preso prigioniero dai partigiani secondo alcune fonti fu seviziato e ucciso, mentre secondo altre sarebbe morto suicida in prigionia.
Negli anni cinquanta, fu eretto un monumento ad opera dell'architetto sloveno Edvard Ravnikar.

### Lo Stato italiano
Dal 1945 ad oggi nessun rappresentante dello Stato italiano è mai andato in visita al campo di Arbe e nessuna parola di scusa è mai stata pronunciata in forma istituzionale.